# Шуйский кремль
Шуйский кремль — историческая деревянная крепость в Шуе на высоком левом берегу реки Теза. Как во многих русских городах, к Шуйскому кремлю примыкал посад. 

## Описание
Шуйский кремль в плане имел форму неправильной трапеции, у одной стороны которой, обращённой к Тезе, был небольшой излом. С северо-запада крепость омывала река, а три тругих стороны были защищены рвом и валом высотой 3,4 м. На гребне вала и по берегу реки была построена острожная стена с пятью воротами — Торговыми (Никольскими), Алексеевскими, Тайницкими и двумя Водяными. Все они (кроме Тайницких) венчались башнями, кроме того в стене были ещё семь глухих и наугольных башен. Внутри крепости находились в старину осадные дворы князей, бояр и дворян, а также тюрьма, соборный Покровский собор, церковь Параскевы Пятницы и кладбище. Согласно народному преданию, из кремля к Тезе был подкоп (тоннель). К югу и востоку от кремля располагались посад и слободы служилых и жилецких людей.

## История
Предположительно, кремль был возведён в XIV веке. В 1539 году он был сожжён казанскими татарами Сафа-Гирея, после чего укрепления Шуи были капитально перестроены, а крепость получила план, близкий к регулярному. В 1609 году кремль был сожжён сторонниками Лжедмитрия II, прибывшими сюда из Тушинского лагеря. Разоряя вотчину Василия Шуйского, они мстили царю и не отложившимся от него шуянам. По-видимому, в XVII веке здесь существовал некий новый острог, упомянутый в челобитной воеводы Григория Бубнова в 1671 году. 
Земляные валы существовали до начала XX века, но уже с середины XIX века начали срываться для хозяйственных нужд, в том числе в 1920-е годы для строительства дамбы у Октябрьского моста. Сохранились остатки крепостного рва, небольшой фрагмент которого, залитый водой, образовал живописный пруд, огороженный чугунной решёткой. Ворота крепости в наши дни как памятники древности отмечены кирпичными тумбами с металлическими решётками, установленными ещё в 1841 году. В настоящее время за исключением остатков крепостного рва следов от оборонительных сооружений не осталось — только документы, подтверждающие его существование и артефакты, найденные археологами на территории современной Союзной площади, на которой кремль когда-то был расположен. В расположенном рядом с бывшим кремлём краеведческом музее им. Бальмонта имеется трёхмерная реконструкция Шуйского кремля.